# 羌族
羌族，是古羌人的後裔之一，自称尔玛、日麥、彌。羌是一種稱呼，羌族稱之為『羊部落』，源於其以羊為標誌（圖騰），是中国西部的一个少数民族，总人口30万。
松潘羌族有自稱『羌合基』，羊部落。
藏族稱『播合基』，牛部落。
有口语，文字失落。羌族至今仍保留自己独特的民族传统、生活文化与巫覡宗教，信奉天神“阿爸”，也兼信别神，信奉天神、地神、山神、山神娘娘和树神、白石、神塔等多神崇拜，使用馬、猴、羊等圖騰。其語言屬於漢藏語系藏緬語族羌語支。

## 历史
“羌人”分为“先古羌”（秦朝之前的古羌人）和“后古羌”（秦朝之后的西羌“胡夷”民族又叫羌族），先古羌在秦统一后，和东部人群融为一体，形成汉族的胚胎。有学者认为：包括夏、周、秦等國家，可能都與古羌人相關。殷商時有用羌人來祭神的習俗，被认为来自于战争俘虏，是频繁接触、摩擦的象征。
后古羌自秦朝以後从西北涌入，发展演变成为今天的部分汉族、羌族以及西南各操藏缅语族语言的少数民族，包括：藏族、彝族、白族、纳西族、普米族、傈僳族、拉祜族、基诺族、阿昌族、景颇族、独龙族、怒族、土家族等。
今天的所称的“羌族”，仅仅是古西羌诸部中的一支。今天的羌族以及古西羌诸后裔民族都经历了多次迁徙。今天的这支古西羌部落“羌族”在进入今天居住的岷江、涪江流域一带之前，自称“子拉族”。“羌戈大战”后自称“尔玛人”。
被歸類為西戎的一支。

## 羌族人口分布

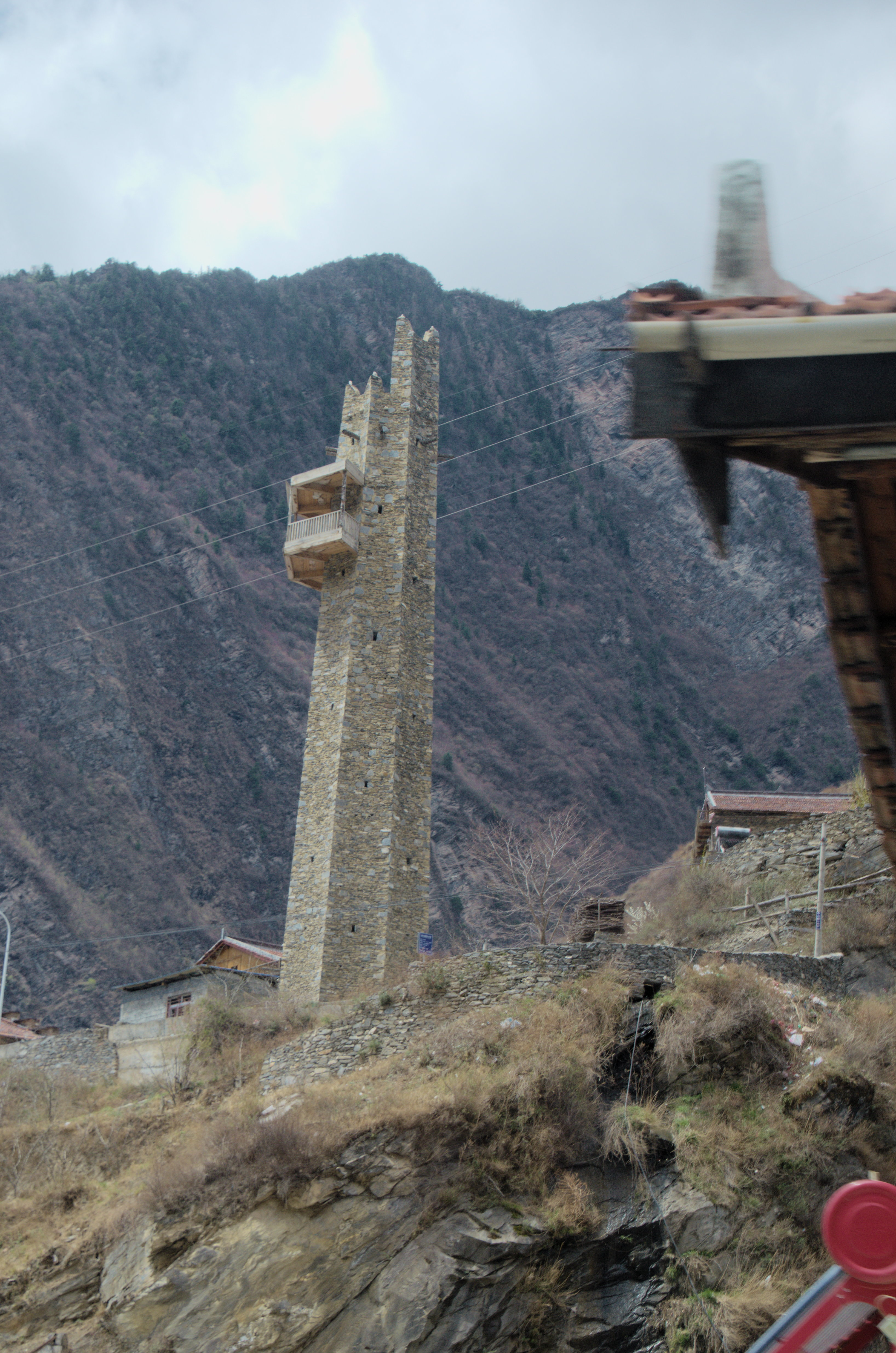
汶川的羌族碉楼

中国2000年第五次人口普查各地羌族人口列表(普查时点人口，单位：人)
| 位次 | 地区       | 总人口        | 羌族    | 占羌族 人口比例（%） | 占地区 少数民族 人口比例（%） | 占地区 人口比例（%） |
|      | 合计       | 1,245,110,826 | 306,476 | 100                  | 0.291                         | 0.0246               |
|      | 31省份合计 | 1,242,612,226 | 306,072 | 99.87                | 0.291                         | 0.0246               |
| G1   | 西南地区   | 193,085,172   | 303,079 | 98.89                | 0.841                         | 0.1570               |
| G2   | 中南地区   | 350,658,477   | 889     | 0.29                 | 0.003                         | 0.0003               |
| G3   | 华东地区   | 358,849,244   | 869     | 0.28                 | 0.035                         | 0.0002               |
| G4   | 华北地区   | 145,896,933   | 587     | 0.19                 | 0.007                         | 0.0004               |
| G5   | 西北地区   | 89,258,221    | 516     | 0.17                 | 0.003                         | 0.0006               |
| G6   | 东北地区   | 104,864,179   | 132     | 0.04                 | 0.001                         | 0.0001               |
| 1    | 四川       | 82,348,296    | 300,757 | 98.13                | 7.302                         | 0.3652               |
| 2    | 贵州       | 35,247,695    | 1,431   | 0.47                 | 0.011                         | 0.0041               |
| 3    | 云南       | 42,360,089    | 506     | 0.17                 | 0.004                         | 0.0012               |
| 4    | 重庆       | 30,512,763    | 365     | 0.12                 | 0.018                         | 0.0012               |
| 5    | 广东       | 85,225,007    | 340     | 0.11                 | 0.027                         | 0.0004               |
| 6    | 新疆       | 18,459,511    | 284     | 0.09                 | 0.003                         | 0.0015               |
| 7    | 湖北       | 59,508,870    | 224     | 0.07                 | 0.009                         | 0.0004               |
| 8    | 江苏       | 73,043,577    | 215     | 0.07                 | 0.083                         | 0.0003               |
| 9    | 江西       | 40,397,598    | 205     | 0.07                 | 0.163                         | 0.0005               |
| 10   | 北京       | 13,569,194    | 177     | 0.06                 | 0.030                         | 0.0013               |
| 11   | 浙江       | 45,930,651    | 168     | 0.05                 | 0.042                         | 0.0004               |
| 12   | 山西       | 32,471,242    | 159     | 0.05                 | 0.154                         | 0.0005               |
| 13   | 河北       | 66,684,419    | 122     | 0.04                 | 0.004                         | 0.0002               |
| 14   | 广西       | 43,854,538    | 115     | 0.04                 | 0.001                         | 0.0003               |
| 15   | 内蒙       | 23,323,347    | 109     | 0.04                 | 0.002                         | 0.0005               |
| 16   | 福建       | 34,097,947    | 99      | 0.03                 | 0.017                         | 0.0003               |
| 17   | 安徽       | 58,999,948    | 87      | 0.03                 | 0.022                         | 0.0002               |
| 18   | 青海       | 4,822,963     | 86      | 0.03                 | 0.004                         | 0.0018               |
| 19   | 辽宁       | 41,824,412    | 81      | 0.03                 | 0.001                         | 0.0002               |
| 20   | 河南       | 91,236,854    | 75      | 0.02                 | 0.007                         | 0.0001               |
| 21   | 湖南       | 63,274,173    | 73      | 0.02                 | 0.001                         | 0.0001               |
| 22   | 甘肃       | 25,124,282    | 64      | 0.02                 | 0.003                         | 0.0003               |
| 23   | 海南       | 7,559,035     | 62      | 0.02                 | 0.005                         | 0.0008               |
| 24   | 上海       | 16,407,734    | 54      | 0.02                 | 0.052                         | 0.0003               |
| 24   | 陕西       | 35,365,072    | 54      | 0.02                 | 0.031                         | 0.0002               |
| 26   | 山东       | 89,971,789    | 41      | 0.01                 | 0.006                         | 0.0001               |
| 27   | 宁夏       | 5,486,393     | 28      | 0.01                 | 0.001                         | 0.0005               |
| 28   | 吉林       | 26,802,191    | 26      | 0.01                 | 0.001                         | 0.0001               |
| 29   | 黑龙江     | 36,237,576    | 25      | 0.01                 | 0.001                         | 0.0001               |
| 30   | 天津       | 9,848,731     | 20      | 0.01                 | 0.007                         | 0.0002               |
| 31   | 西藏       | 2,616,329     | 20      | 0.01                 | 0.001                         | 0.0008               |
|      | 现役军人   | 2,498,600     | 404     | 0.13                 | 0.362                         | 0.0162               |

## 居住位置及民族自治地方
- 四川省阿坝藏族羌族自治州
  - 茂县、理县、汶川县、黑水县、松潘县
- 四川省甘孜藏族自治州
  - 丹巴县
- 四川省绵阳市
  - 北川羌族自治县、平武县
- 贵州省铜仁市
  - 石阡县、江口县

## 习俗

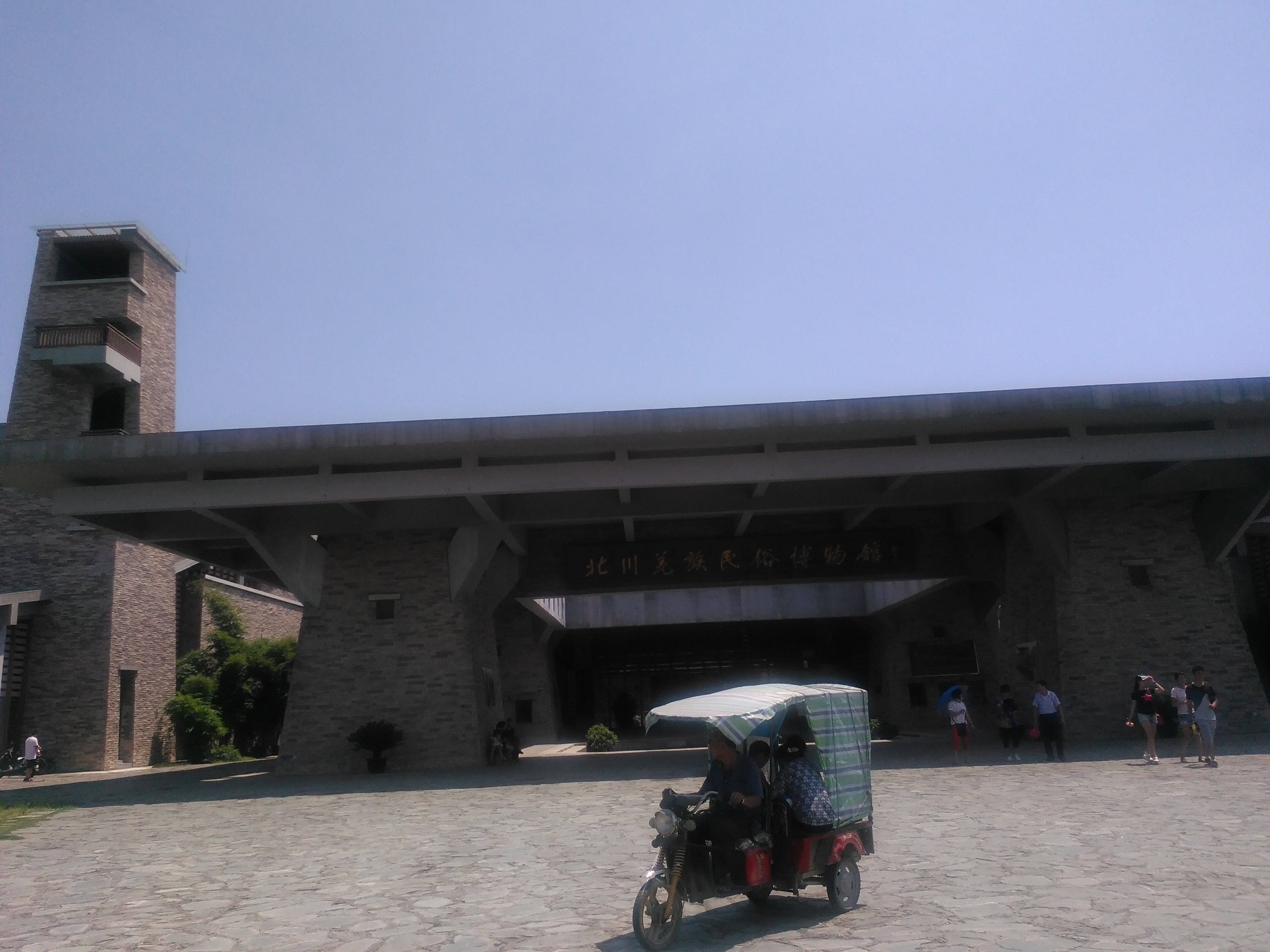
北川羌族民俗博物馆的标志 - 北川羌族自治县

- 信仰与图腾：

“羊”文化：羌族从信仰和生活都和羊密切相关，民族标记就是“羊”。羌族祭祀天神用羊、吉祥物是羊；生活上吃、穿、用的都离不开羊。
“白石”文化：羌族对白石情有独钟，认为“神圣而吉祥”。原因之一是对白色的传统崇拜；之二是历史上白石曾经帮助他们打败了敌人而能够在今天的居所（四川岷江、涪江流域）结束长途迁徙和逼迫，终于安顿下来。
- 释比文化：羌族的民族宗教信仰中，作为祖传的神职人员被称为“释比”（音：Rebbi）[來源請求]，他们是羌族中的宗教领袖、祭司，也是巫师，担当神和人、人和鬼之间的中介人。他们是羌族中最权威的文化传承者和知识集大成者。释比做法事的职份，一般有如下两种情况：祭司（祭天神、治病、驱鬼、祈福等）、巫师（拜龙和诸地神、打卦占卜、经火等巫术）。在2008年“5.12”大地震后，释比已所剩无几。

- 传统的天然垒石房、高碉、城墙：修建高碉是羌族的特有的传统技艺，也通常是天然石垒砌而成，却十分坚固。羌族的城墙也颇有特色。

- 佩刀、陶罐与酒文化：制作特色的陶罐，特别是有波纹的双耳罐，是羌族特别是“笮”羌的特长。中華人民共和國成立前，羌族男人几乎人人有佩刀。这和他们多战事有关，也和生活上方便使用有关，比如割肉、砍柴等。“咂酒”是用青稞或麦子做的粮食酒，集体饮用；“醉酒”是羌族的一大特色。羌族不论男女，以“醉”为豪气，常常在聚会时候酩酊大醉。

- 民族舞蹈：全民同乐之圈舞萨朗舞，与藏族锅庄同。不论男女老幼，羌族都喜欢在一起跳圈圈舞蹈。这种舞蹈围成一圈，表示全村民同心合一敬神、集体和睦同欢之意。羌族文化讲究“阴阳”，有时跳舞会把男女分在圈圈两边。有时会一男一女配搭牵手跳舞。

- 特别讲礼仪的婚俗：多礼节、蒙盖头。其传说蒙盖头是自羌人传给汉人。

## 特色文化

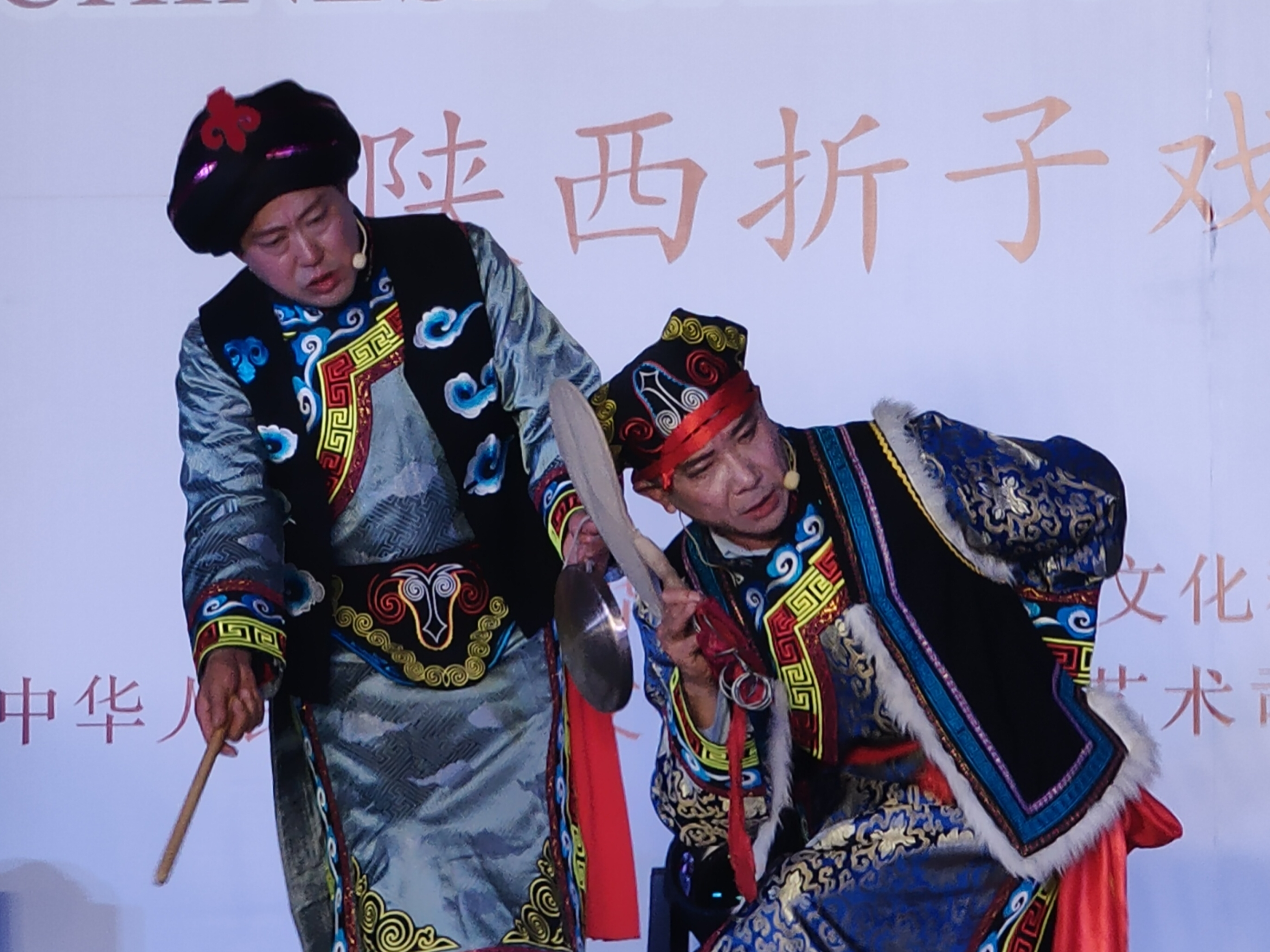
羌族端公戏《二十四孝》

1. 羊皮鼓舞：祭祀天神的舞蹈，以击羊皮与天神沟通。羌语称羊皮鼓“米日木”或“日木”。
2. 春季节：又叫“祭山会”，每年五、六月间谷物初熟季节举行歌舞宴会，杀羊祭天、求神祈福。
3. 秋季节：又叫“羌历年”，每年十、十一月间庄稼收成季节举行歌舞盛会，杀羊谢天、感恩求福。
4. 羌绣
5. 羌红：挂于门框、羊头上以及人身上的吉祥绸带。
6. 羌笛：“羌笛何须怨杨柳，春风不渡玉门关。”

羌族文化在2008年汶川大地震中受严重破坏，亟待抢救，据报道，目前正在论证建立“羌族文化生态保护实验区”的方案。
2024年羌族的「羌年」從急需保護的非物質文化遺產名錄轉入人類非物質文化遺產代表作名錄。

## 服饰
羌族的传统服饰为男女皆穿细麻布长衫、崇尚蓝色、羊皮坎肩，包头帕，束腰带，裹绑腿。羌族妇女挑花刺绣久负盛名。

## 研究書目
- 王明珂：《游牧者的抉擇：面對漢帝國的北亞游牧部族》（桂林：廣西師範大學出版社，2008）。
- 王明珂：《羌在漢藏之間：川西羌族的歷史人類學研究》 （北京：中華書局，2008）。
- 黎明釗：《懸泉置漢簡的羌人問題——以〈歸義羌人名籍〉為中心[永久]》。
- 王明珂：《青稞、荞麦与玉米——一个对羌族“物质文化”的文本与表征分析 （页面存档备份，存于）》。
- 王明珂：《民族考察、民族化与近代羌族社会文化变迁 （页面存档备份，存于）》。
- 馬長壽：《氐與羌》（上海：上海人民出版社，1984）。

## 外部鏈結
- 维基共享资源上的相關多媒體資源：羌族